# Barbara Smith
Barbara Smith, född 16 november 1946 i Cleveland, Ohio, är en amerikansk lesbisk feminist och aktivist.
Smith har i hög grad medverkat i utvecklandet av den svarta feminismen i teori och praktik. Hon medverkade i grundandet av Combahee River Collective och Kitchen Table: Women of Color Press.  Hon deltog i redigeringen av Conditions Five: The Black Women's Issue (1979) och redigerade Home Girls: A Black Feminist Anthology 1983).